# Itacurubí de la Cordillera
Itacurubí de la Cordillera è un centro abitato del Paraguay, situato nel Dipartimento di Cordillera, a 87 km dalla capitale del paese, Asunción. Forma uno dei 20 distretti in cui è diviso il dipartimento.

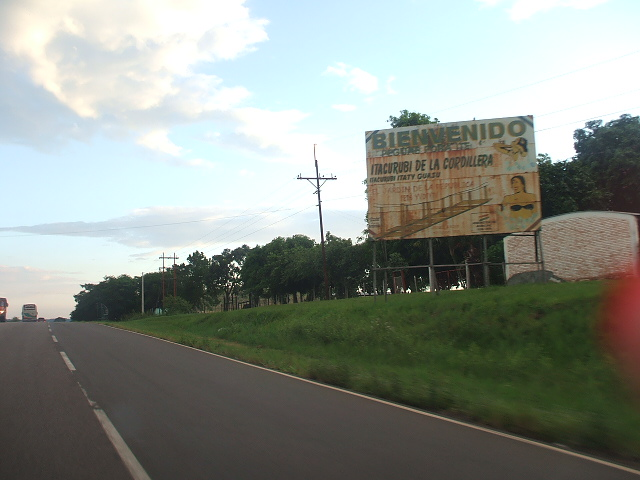
Ingresso a Itacurubí de la Cordillera

## Popolazione
Al censimento del 2002 la località contava una popolazione urbana di 3.527 abitanti (9.859 nel distretto).

## Origine del nome
Il nome del centro abitato in lingua guaraní significa “pietra tritata”.

## Caratteristiche
Fondata a metà del XIX secolo dalla famiglia di Manuel Antonio Aguilera, un operaio originario di Villeta che aveva scoperto il luogo lavorando alla strada di collegamento tra Asunción e Barrero Grande (oggi chiamata Eusebio Ayala) voluta da Carlos Antonio López, Itacurubí de la Cordillera fu ufficialmente proclamata distretto il 1 ottobre 1871 dal presidente Cirilo Antonio Rivarola.
La località sorge sulle sponde del torrente Yhaguy, che forma nei suoi paraggi una serie di spiagge fluviali sfruttate dalla popolazione; poco lontano dal centro abitato la grotta di Itá Koty, prodotta dall'erosione degli agenti atmosferici, è considerata una notevole bellezza naturale.